# Westminster híd
A Westminster híd (angolul: Westminster Bridge) közúti és gyalogos forgalmi híd Londonban, ami a Temze folyó felett ível át.

## Története
Egy westminsteri híd építésének ötlete már a 17. században felmerült, ám ekkor még a londoniak többsége tiltakozott ellene. A következő században azonban olyan gyorsan fejlődött a város, hogy elkerülhetetlenné vált egy híd építése. Az új hidat Charles Labelye svájci származású építész tervezte. Eredetileg faszerkezettel tervezték, de 1739-ben úgy döntöttek, teljes egészében kőből fog épülni. 1747-ben, amikor az építmény már majdnem elkészült, a Westminster felőli hatodik pillér 16 hüvelyknyit megsüllyedt, emiatt pedig a szomszédos ívek összeomlottak. Az átadásra 1750. november 18-án került sor, ám a következő század elejétől, és főleg a régi London Bridge 1831-es lebontásától kezdve (ami a folyó erősebb sodrását és ezáltal erősebb koptató hatását eredményezte) a régi westminsteri híd állapota romlani kezdett, ezért 1854-ben új híd építésébe kezdtek bele 400 000 fontért. Az új hidat 1862. május 24-én adták át a forgalomnak.

## Érdekesség

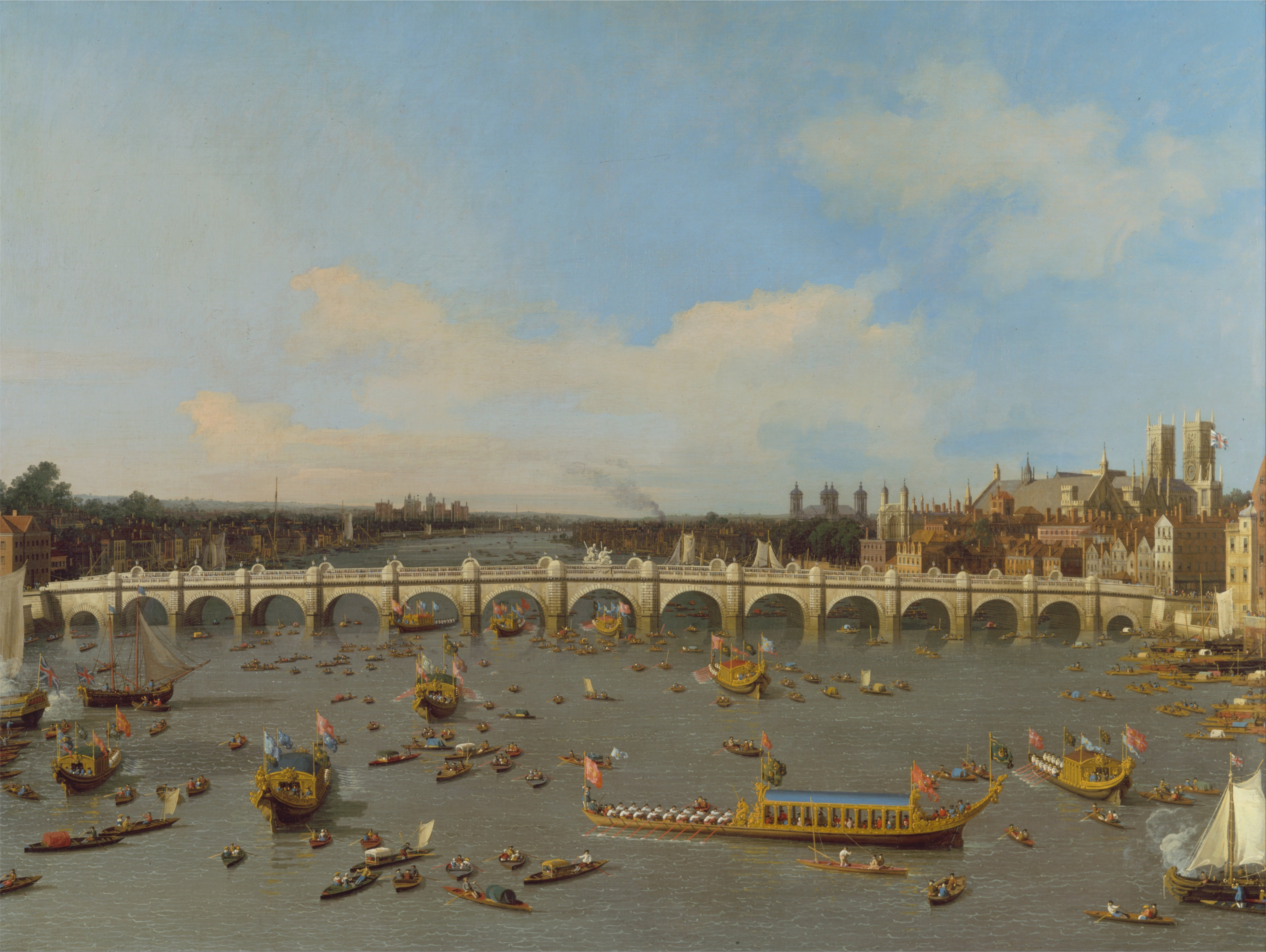
Canaletto 1747-ben készült festménye a Temzén zajló lordpolgármester-napi felvonulást ábrázolja a Westminster–híd építése közben.

„Körülbelül 1735-ben [Grafton 2. hercege idejében] Croydonban tartott rókakopókat, és vadászat napjain nagyon korán indult Londonból. Az öreg herceg gyakran panaszkodott, hogy amikor Westminsternél a Temzén átkelt, a komposok késlekedése és figyelmetlensége miatt órák vesztek el egy szép reggelből, mire Croydonba ért. E kellemetlenség megszüntetésére javasolta a westminsteri híd megépítését, és törvényjavaslatot terjesztett be a Parlament elé, amely alapján 1748-ra a híd meg is épült.” A Grafton hercegek székhelyén, a Euston Hallban hosszú ideig függött egy Canaletto-kép, amely a híd építését ábrázolta. A festőnek több képe is található a Wikimédiában, kattintson a képre a továbbiak felfedezéséhez!